# RAH Band
RAH Band er en musikgruppe fra Storbritannien. Gruppen er dannet af Richard Hewson.

## Diskografi
- Mystery (1985)
- Past present and future (1985)

| Musikgruppe | Spire Denne artikel om en britisk musikgruppe er en spire som bør udbygges. Du er velkommen til at hjælpe Wikipedia ved at udvide den. |